# Enaliarctos
Enaliarctos je vyhynulý rod šelem, jehož zástupci představují jedny z nejstarších známých předků dnešních ploutvonožců (lachtanů, tuleňů a mrože). Typový druh E. mealsi obýval Zemi před cca 24–22 milionem let.

## Charakteristika
Zástupci rodu Enaliarctos měli protáhlá osrstěná těla aerodynamického tvaru, který připomínal tvar těla dnešních lachtanů. Enaliarctos však byli mnohem menší (váha E. mealsi se odhaduje na 73–88 kg). Jejich končetiny byly zakončeny pěti prsty spojenými plovací blánou. K pohybu ve vodě používali všechny čtyři končetiny i osový skelet, který byl silný a flexibilní. Jejich přední končetiny byly o něco robustnější než zadní, což naznačuje, že trávili více času na souši než moderní ploutvonožci.
Až do objevu puijily byli ploutvonožci z rodu Enaliarctos považováni za jediné známé prapředky moderních ploutvonožců.

## Druhy
Je známo celkem 5 zástupců druhu, a sice:
- E. mealsi (typový druh) – žil před cca 23 miliony lety; fosilie nalezena v Kalifornii[1]
- E. barnesi – fosilie z Oregonu, stáří až 29 milionů let[2]
- E. tedfordi – fosilie z Oregonu, stáří až 29 milionů let[2]
- E. emlongi
- E. mitchelli

## Umělecká vyobrazení

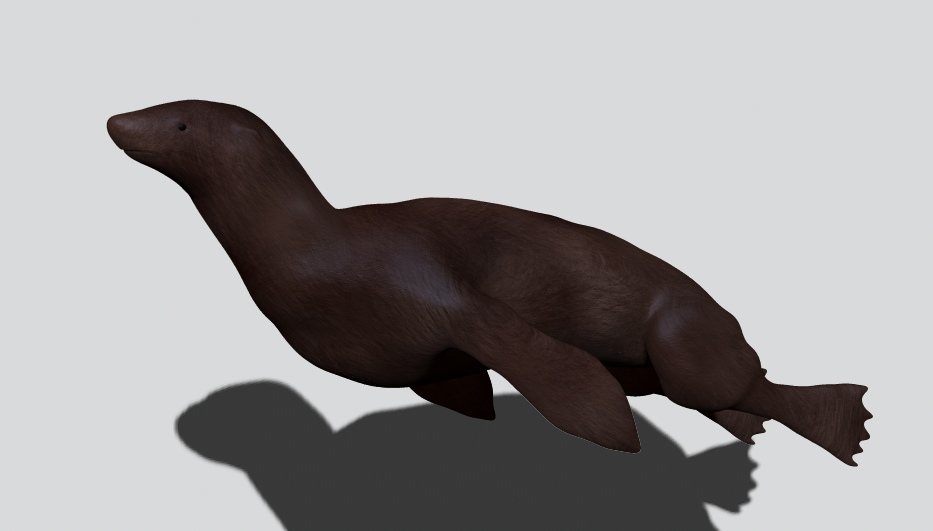
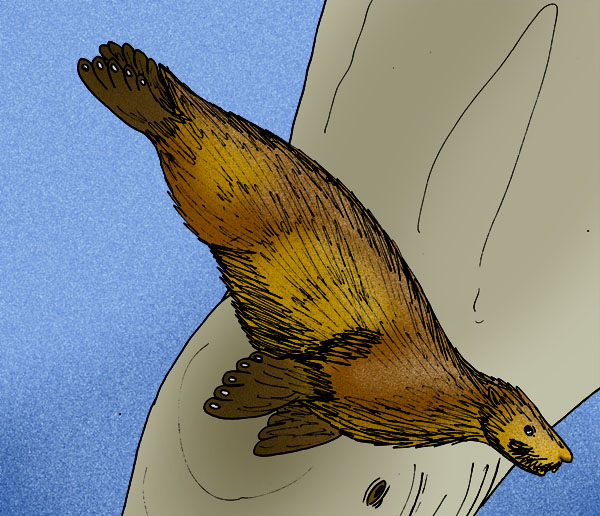